# روبن كلارك (منتج أسطوانات)
روبن كلارك (بالألمانية: Robin Clark)‏ هو منتج أسطوانات ودي جيه ألماني، ولد في 6 أبريل 1982 في أولدنبورغ في ألمانيا.

## وصلات خارجية
- الموقع الرسمي
- دي جي روبن كلارك على موقع ميوزك برينز (الإنجليزية)
- دي جي روبن كلارك على موقع ديسكوغز (الإنجليزية)